# Петровский-Муравский, Николай Иванович
Николай Иванович Петровский-Муравский 1-й (1781 — не ранее 1823) — участник Отечественной войны 1812 года, управляющий Смоленской удельной конторой.

## Биография
Родился в 1781 году; происходил из дворян Полтавской губернии.
Вместе с братом Фёдором (Петровской-Муравский 2-й) учился в Гродненском кадетском корпусе; 14 сентября 1800 года был произведён в прапорщики с назначением в 7-й егерский полк. С 23 декабря 1800 года — подпоручик, с 27 июля 1802 года — поручик.
С 21 мая 1803 года служил в 20-м егерском полку; 17 марта 1805 года произведён в штабс-капитаны, 13 января 1808 — в капитаны; 12 марта 1812 года он был произведён в майоры с переводом в 49-й егерский полк, в котором спустя год, с 20 марта 1813 года, он стал командиром; с 14 августа 1813 года — подполковник.
В войне с Францией 1806—1807 гг. участвовал в боях и сражениях при Чарнове (ранен пулей в плечо и палец), Янкове, Ландсберге, Прейсиш-Эйлау.
В Отечественной войне 1812 года участвовал в боях и сражениях Красном (2.8.1812), Смоленске (4—5.8.1812), Шевардине, Бородине (награжден 19.12. 1812 г. орденом Св. Анны 2-й степени), Чирикове, Спас-Купле, Тарутине, Малоярославце (12.10.1812, награждён 15.2.1813 г. орденом Св. Владимира 4-й ст. с бантом).
Участвовал в боях и сражениях заграничного похода русской армии: при Мейсене, Лейпциге (награждён 7.10.1813 г. золотой шпагой), блокадах Майнца и Меца.
Оставив военную службу, занял должность управляющего Смоленской удельной конторой (1818—1823). Летом 1823 года ездил на Кавказские минеральные воды и в этом путешествии познакомился с М. И. Глинкой, который в своих записках указал о нём, что «товарищу воды чрезвычайно помогли и поставили на ноги (он с трудом двигался)».